# Herman Borendal

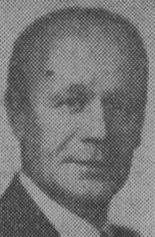
Herman Borendal

Herman Gustav Adolf Borendal, född 6 november 1905 i Nässjö, Jönköpings län, död 15 september 1981 i Tranås, Jönköpings län, var en svensk arkitekt.

## Biografi
Borendal genomgick kommunal mellanskola och tekniska studier vid Hermods Korrespondensinstitut. Han anställdes som byggnadsingenjör vid Kooperativa förbundets arkitektkontor 1929 där han arbetade på Erik Ahlséns avdelning. Han var anställd vid Slussbyggnadskommitténs arbetskontor 1934-1935. Parallellt med arbetet studerade han till arkitekt vid Kungliga Tekniska Högskolan till 1943. När Ahlsén lämnade KF 1946 tog Borendal över chefskapet på den avdelning som projekterade butiker, bostäder, tvätterier, bagerier, industrier med mera. 
Han ritade bland annat Stathmosfabriken i Eskilstuna och Slitmanfabriken i Sala. Han kom i slutet av 1940-talet att rita några av Sveriges första snabbköp så som Svartlösavägen i Älvsjö, Norrviken, Tureberg, Djursholm. Han står bakom Domusvaruhusen i Örebro, Fagersta, Karlstad, Säffle, Varberg, Norrköping, Eskilstuna, Borlänge, Falun och Strömstad.

## Bilder

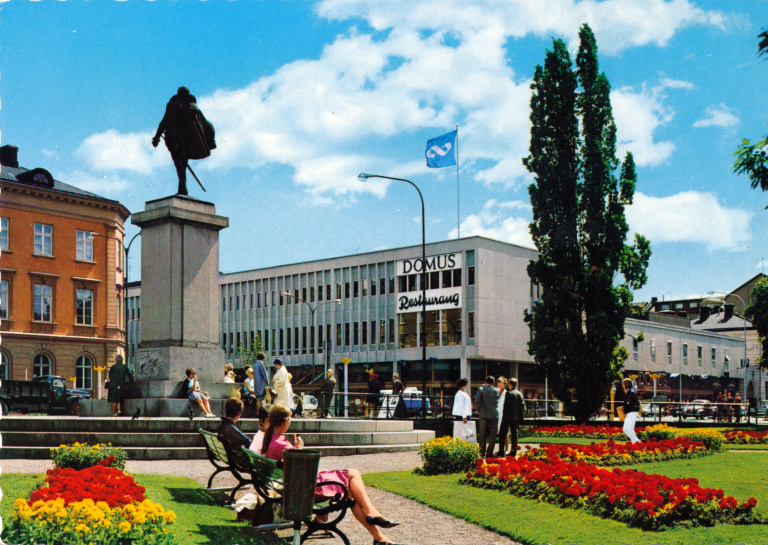
Domus, Karlstad
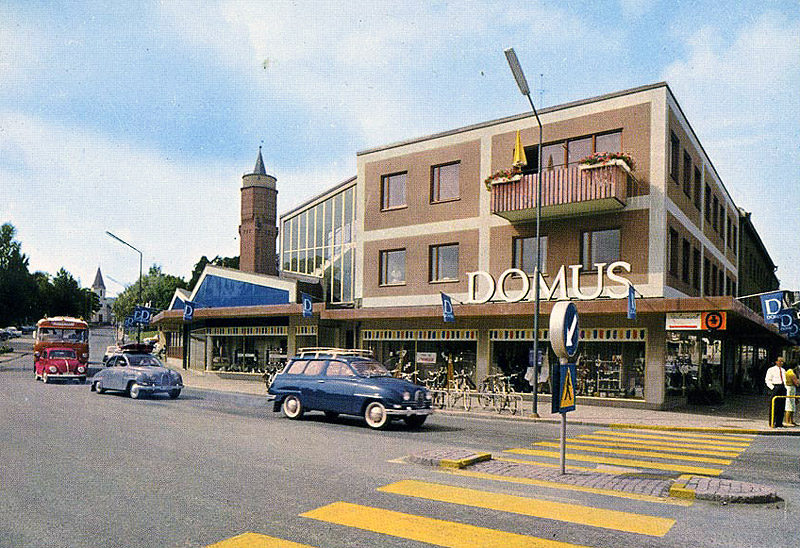
Domus, Säffle
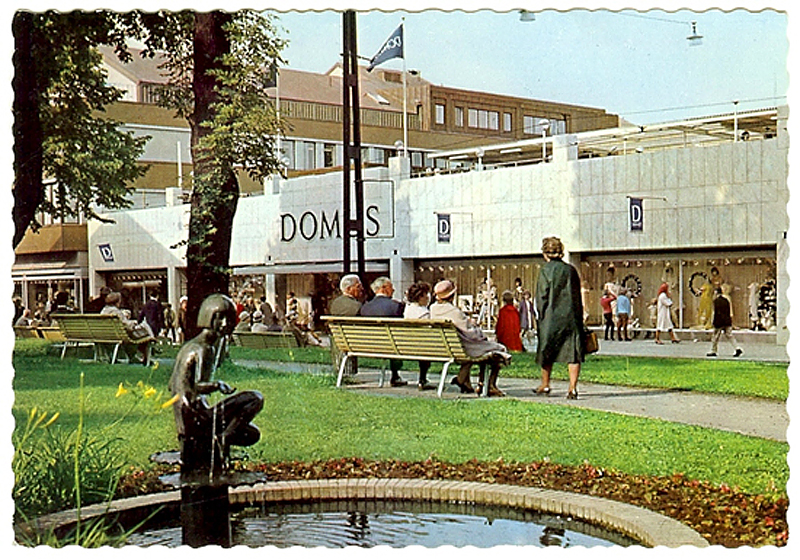
Domus, Norrköping
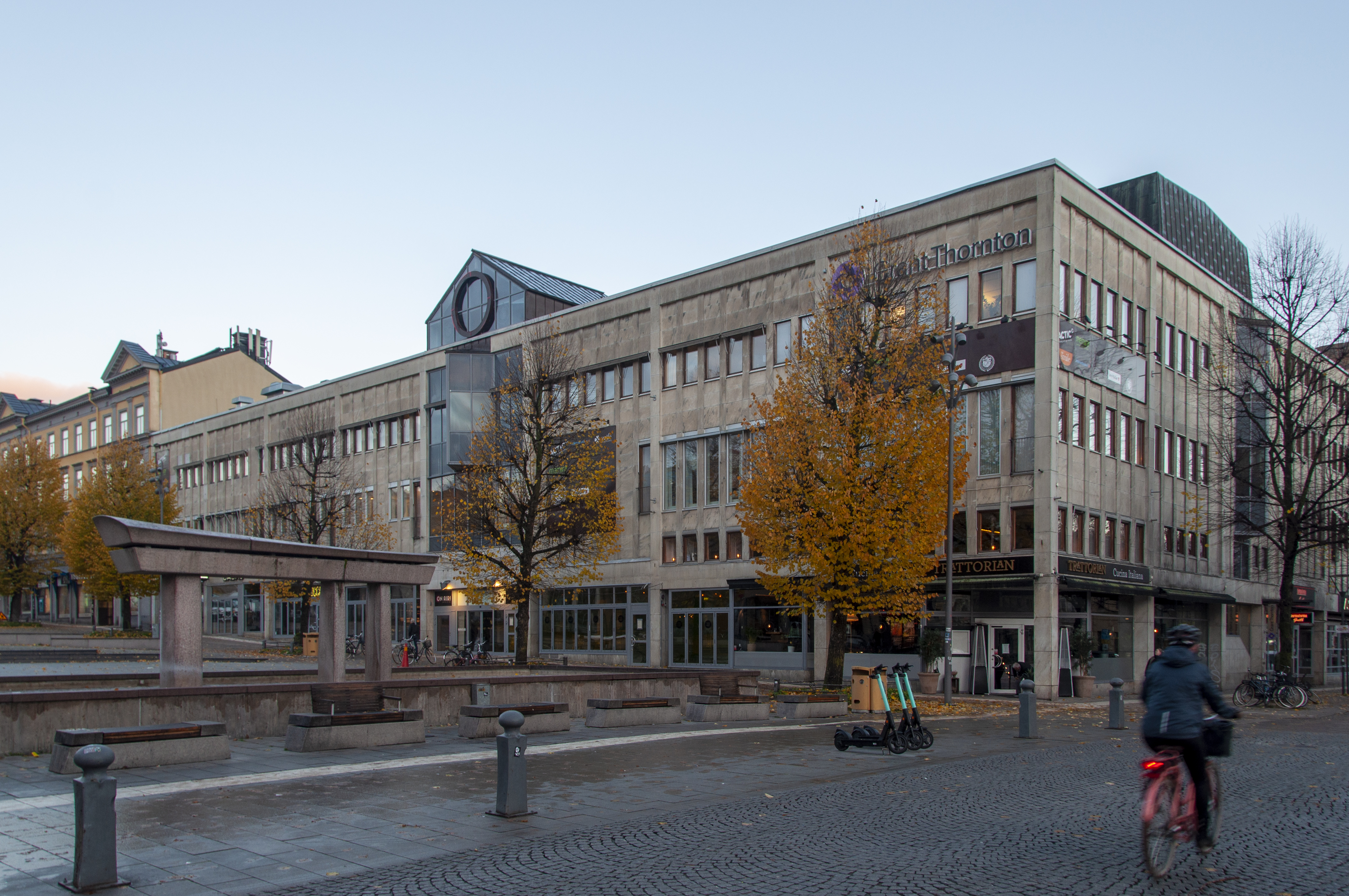
Domus, Örebro